# Argon 18
Argon 18 ist ein kanadischer Fahrradhersteller, der 1989 von Gervais Rioux in Montreal (Quebec) gegründet wurde. Der Name des Unternehmens ist vom chemischen Element Argon, welches im Periodensystem die Nummer 18 hat, abgeleitet. Das Unternehmen ist Sponsor von professionellen Radsport-Teams, Bahnradsportlern sowie Triathleten.

## Geschichte
2014 gewann das neu eingeführte Triathlonrad E-114 mit dem ersten integrierten Cockpit den Eurobike Design Award.
Seit 2018 ist Argon 18 der offizielle Fahrradlieferant des australischen Radsport-Verbandes.
2019 wurde bekannt gegeben, dass Martin Le Sauteur das Amt des Präsidenten und CEO übernimmt.
Seit Januar 2023 montiert Argon 18 die Fahrräder für den europäischen Markt in Dänemark.

## Sport-Sponsoring

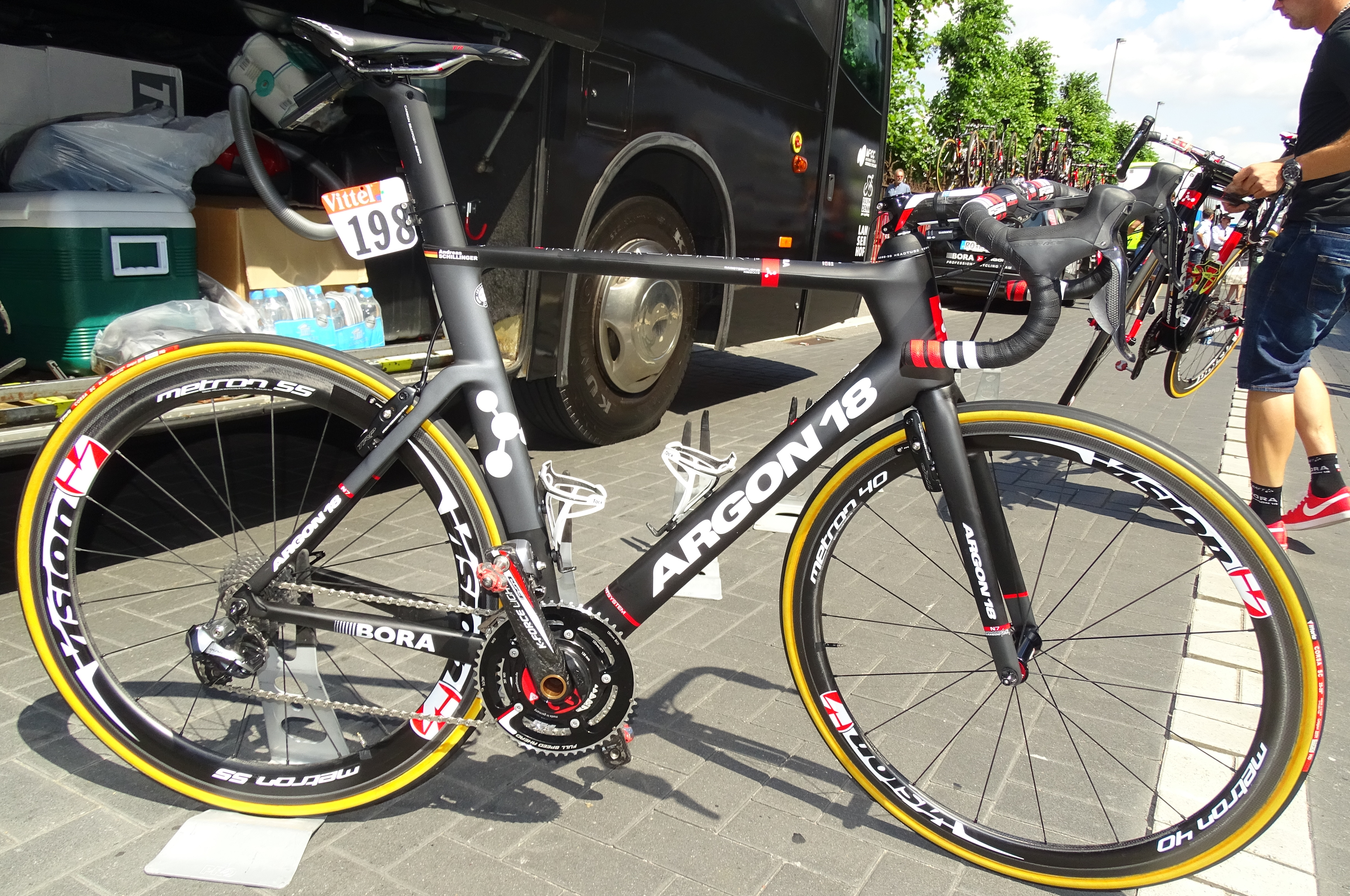
Ein Rad vom Team Bora-Argon 18 bei der Tour de France 2015

### Radsport
Das Engagement im professionellen Straßen-Radsport begann 2015 mit dem Sponsoring des Teams Bora-Argon 18. Zur Saison 2017 startete das Team Astana auf Rädern von Argon 18 und konnte im selben Jahr eine Etappe bei der Tour de France sowie drei Etappen bei der Vuelta a España gewinnen. 2018 konnte Miguel Ángel López den dritten Platz in der Gesamtwertung des Giro d’Italia und der Vuelta a España erringen.
2019 siegte Jakob Fuglsang (Astana) beim Klassiker Lüttich–Bastogne–Lüttich.

### Bahnradsport

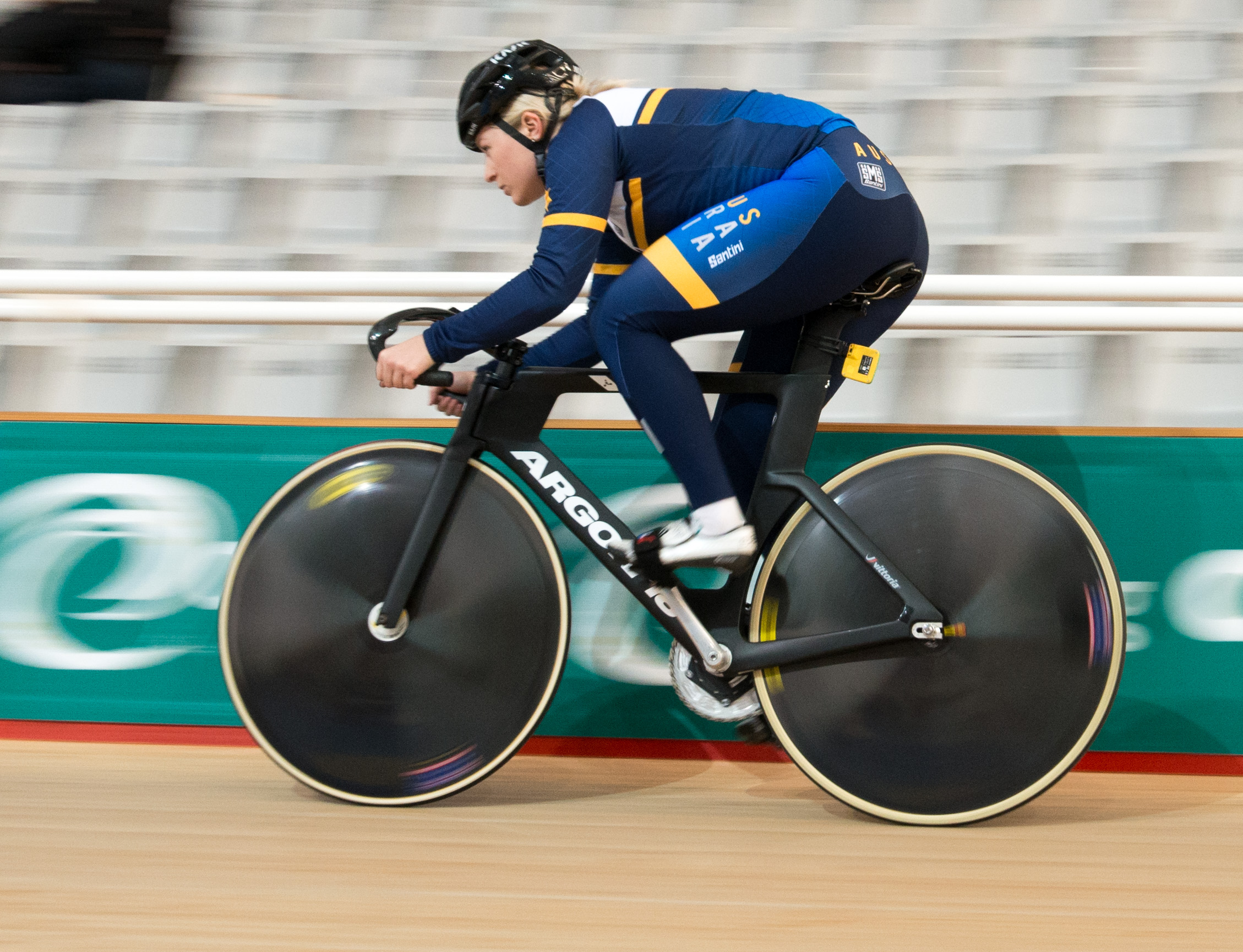
Athletin auf einem speziellen Bahnrad von Argon 18

2016 begann Argon 18 zusammen mit dem dänischen Radsportbund die Räder für die dänischen Bahnradsportler zu entwickeln. Bei den Olympischen Sommerspielen 2016 konnten sich die dänischen Athleten auf Argon 18 Rädern zwei Mal Bronze sichern: Lasse Norman Hansen in der Einzelverfolgung und die Männer Mannschaft in der Mannschaftsverfolgung.
Bei der Bahnradsport-Weltmeisterschaften 2019 konnten die australischen Athleten auf Argon 18 Rädern sechs Goldmedaillen gewinnen und in der Mannschaftsverfolgung der Männer einen neuen Weltrekord aufstellen.
Bei den Olympischen Sommerspielen 2020 konnten Athleten aus Dänemark, Kanada und Australien insgesamt sechs Medaillen (2 mal Gold, 2 mal Silber, 2 mal Bronze) auf Rädern von Argon 18 erringen.
2021 konnten auf Argon 18 Rädern zwei neue Weltrekorde aufgestellt werden. Der US-Amerikaner Ashton Lambie verbesserte im August den Weltrekord in der Einzelverfolgung über 4000 Meter auf 3:59,930 Minuten und ist somit der erste Radrennfahrer, der diese Distanz unter vier Minuten bewältigte. Die Britin Joscelin Lowden stellte mit 48,406 Kilometern einen neuen Stundenweltrekord der Frauen auf.
Bei der Bahnradsport-Weltmeisterschaft 2023 im schottischen Glasgow waren von den 53 teilnehmenden Nationen 26 Nationen auf Rädern von Argon 18 unterwegs. Insgesamt wurden 13 Medaillen in 11 verschiedenen Disziplinen mit Argon 18 Rädern gewonnen.

### Triathlon
Argon 18 unterstützt mehrere Profi-Triathleten, darunter Joe Skipper, Ruth Astle und Jannik Schaufler.

## Auszeichnungen, Preise (Auswahl)
- Argon 18 E-114: Eurobike Design Award 2008[1]